# 奥弗曼重排反应
奥弗曼重排反应（英語：Overman rearrangement）是三氯乙酰亚胺烯丙酯在热或金属（如Hg(II)、Pd(II)）催化下发生重排，得到三氯乙酰氨基烯烃的反應。
1974年由美国化学家拉里·奥弗曼首先报道。
该反应是对克莱森重排反应和科普重排反应的补充和机理的证明。反应产物烯丙胺经转化可以得到许多含氮的天然产物和生物分子。
不对称的奥弗曼重排也有报道。

## 反应机理
热重排机理：与克莱森重排反應机理类似，是同面协同的[3,3]-σ迁移反应。
金属汞催化机理：氮汞键对双键插入和氧汞消除的历程，只是一个形式上的[3,3]-σ键重排。

## 延伸阅读
- Isobe, M. et al. Tetrahedron Lett. 1990, 31, 3327.
- Allmendinger, T. et al. Tetrahedron Letters 1990, 31, 7301.
- Nishikawa, T.; Asai, M.; Ohyabu, N.; Isobe, M.; J. Org. Chem. 1998, 63(1), 188-192. PMID 11674062 )